# 连环乡
连环乡，是中华人民共和国贵州省黔西南布依族苗族自治州贞丰县下辖的一个乡镇级行政单位。

## 行政区划
连环乡下辖以下地区：
屯上村、纳传村、连环村、巧岩村、大田村、纳暗村、坡棉村和关山村。